# Anathallis funerea
Anathallis funerea är en orkidéart som först beskrevs av João Barbosa Rodrigues, och fick sitt nu gällande namn av Carlyle August Luer. Anathallis funerea ingår i släktet Anathallis och familjen orkidéer. Inga underarter finns listade i Catalogue of Life.